# 彭溫雅
彭溫雅（1975年—），臺中市人，臺灣女性中醫師，歷任中華民國中醫師公會全國聯合會副秘書長、臺北市中醫師公會理事、國立聯合大學與國立臺北護理健康大學兼任講師、國立陽明交通大學傳統醫藥研究所及國立臺灣科技大學兼任助理教授、「溫亞中西醫聯合診所」所長。

## 生平
彭溫雅生於醫學世家，父親是外科醫師、母親為牙醫，受家庭背景影響，自幼立志行醫並且曾嚮往從事整形外科；中國醫藥大學中西醫學系畢業後完成外科住院醫師、總醫師訓練，從事於心臟外科。
其後深造於中國醫藥大學中西醫結合研究所、南京中醫藥大學中西醫臨床醫學研究所博士。與丈夫結婚後育有1子1女，孕後體質改變開始不適應血腥味，毅然跨入中醫領域，將中醫與西醫的精隨結合提倡「中西醫聯合」，其以減重與豐胸術聞於醫界，曾在臺中市蓮樺中醫診所執業，被稱為「醫界孫芸芸」。
彭的專長為婦科、內科、皮膚科及耳鼻喉科等科別，曾發行「中醫不告訴你的36件事」、「回春抗老 彭溫雅的中醫養生術」等著作。除了看診、著書以外，彭經常受邀至各大媒體節目，為諸如超視『請你跟我這樣過』與『食在有健康』、東森財經新聞『57健康同學會』、TVBS『健康2.0』、台視『健康好簡單』、年代MUCH台『今晚誰當家』等健教節目的固定通告來賓。

## 著作
- 《順著24節氣排毒養生》（臺北：商周出版，2012年8月11日）
- 《中醫不告訴你的36件事》（臺北：商周出版，2012年12月6日）
- 《吃對食物變身凍齡美人：聽彭溫雅醫師教妳吃出美麗新人生》有聲書（臺北：聲活工坊，2013年6月15日）
- 《回春抗老：彭溫雅的中醫養生術》（臺北：臺灣商務，2014年3月1日）
- 《揉揉手的驚人療效》（臺北：商周出版，2014年12月20日）
- 《彭溫雅醫師的二十四節氣養生書：台灣在地藥材、食材及穴位養生法》（臺北：臺灣商務，2016年6月1日）
- 《坐好月子，過好日子：中醫師彭溫雅的女性調理書》（臺北：時報出版，2018年11月20日）
- 《彭溫雅醫師的濕氣調理全書：排濕從養氣開始》（臺北：臺灣商務，2019年7月1日）
- 《365日中醫歲時養生曆・彭溫雅醫師的順時調理祕笈》（臺北：常常生活文創，2021年1月18日）

## 外部連結
- 彭溫雅醫師的Facebook專頁
- 彭溫雅的Instagram帳戶